# Donje Goračiće
Donje Goračiće (em cirílico: Доње Горачиће) é uma vila da Sérvia localizada no município de Sjenica, pertencente ao distrito de Zlatibor. A sua população era de 39 habitantes segundo o censo de 2011.

## Demografia
| 1948 | 1953 | 1961 | 1971 | 1981 | 1991 | 2002 | 2011 |
| ---- | ---- | ---- | ---- | ---- | ---- | ---- | ---- |
| 166  | 181  | 183  | 148  | 111  | 75   | 57   | 39   |